# 긱몬
긱몬(gigmon)은 전 국민이 아르바이트를 누구보다 쉽고 빠르게 구할 수 있는 알바몬이 만든 지역 기반의 재능거래 마켓 앱이다. 알바몬에서 파생된 앱이니만큼, 사람들은 누구보다 빠르게 핸드메이드 재능들을 눈여겨보고 선택할 수 있다. 또한, 모든 재능들은 비대면으로 거래되고, 전문가 및 프리랜서만 거래 가능한 타 앱과는 다르게 다양한 퀄리티의 재능을 모두 등록할 수 있는 보다 친화력 높은 재능 기부 마켓이다.

## 시스템
긱몬은 판매자와 구매자로 이루어져 있다. 누구나 판매자, 또는 구매자가 될 수 있고, 어떠한 조건 없이 거래가 가능하다. 그러한 재능을 '긱'이라고 명칭한다. 그러나 누구나 판매하고, 거래할 수 있는 플랫폼에는 언제나 이상한 사람이 존재하기 마련이다. 하지만 긱몬은 구매자와 판매자 모두 서로의 프로필에 후기를 남길 수 있다. 이 후기를 보고 사람들은 올바르게 재능을 판매, 구매할 수 있다. 또한 긱몬은 앱 내의 거래가 가능한데, 전문가가 아닌 재능기부 마켓이라는 이름에 맞게 전문가의 거래보다 액수의 단위가 현저하게 낮다. 그러한 소비자의 특징을 고려하여 수수료가 0원이다. 소액 거래라는 특이점은, 누구나 부담없이 사용할 수 있어야 한다는 특징을 고려하여 모든 거래는 1:1의 개인 채팅으로 거래되고, 그의 따른 분야가 어마어마하다.

## 카테고리
소액 거래이고 동네에서 거래되는만큼 그 분야가 다양하지 않을 것 같지만, 실상은 어마어마한 분야가 생성되고 있다. 긱몬 속 카테고리는 고작 19개이지만, 2023년 2월 기준으로 긱몬에 등록된 재능의 수는 6만 4000여건을 기록했다. 그 중 가장 활발히 거래된 재능은 '포토샵 보정', '자기소개서 첨삭', '패션 코디 추천'이다. 스스로는 할 수 없지만, 전문가를 부르기도 곤란한 일상 속 상황에서 긱몬은 최고의 도움 앱이라고 할 수 있는 것이다.
| 핸드메이드 | 디자인 | 상담/노하우 | 과외/레슨 | 문서작업 | 생활/도우미 | 사진/영상 | 반려동물 |
| ---------- | ------ | ----------- | --------- | -------- | ----------- | --------- | -------- |
| 18%        | 13%    | 12%         | 9%        | 8%       | 6%          | 6%        | 6%       |